# Donald Bagley Marquis
Donald Bagley Marquis (* 1935; † 2022) war ein US-amerikanischer Philosoph. Er war seit 1970 Professor an der University of Kansas. Sein Arbeitsschwerpunkt lag im Bereich der Ethik, besonders der medizinischen Ethik. Er veröffentlichte meistens unter der Kurzform Don Marquis.
Marquis arbeitete über verschiedene Aspekte medizinischer Ethik, wie z. B. die Probleme im Umfeld klinischer Studien. Bekannt geworden ist er unter anderem durch seinen nicht religiös begründeten Ansatz zur ethischen Beurteilung von Schwangerschaftsabbrüchen. In seinem 1989 veröffentlichten Aufsatz Why Abortion is Immoral entwickelt er eine Theorie, die er „Valuable-future-like-ours“-Theorie (etwa: „Theorie einer wertvollen Zukunft wie der unsrigen“) nennt und kommt zu dem Ergebnis, dass Abtreibungen an sich ethisch nicht zu rechtfertigen seien.
Don Marquis nahm für sich in Anspruch, mit seinem Ansatz das argumentative Patt der Abtreibungsbefürworter und -gegner aufheben zu können, indem er nicht jeweils von der Gegenseite in Abrede gestellte Grundannahmen trifft, wie etwa „schon Mensch“ vs. „noch kein Mensch“, sondern von der Intuition ausgeht, dass jeder Mensch die eigene Tötung ablehnt, weil seine Zukunft für ihn wertvoll ist. Diese Zukunft irgendeinem Menschen zu nehmen sei darum falsch. Selbst wenn man davon ausgehe, dass Embryos noch keine Menschen im vollen Sinne des Begriffs seien, werde durch eine Abtreibung doch einem Menschen seine Zukunft genommen.

## Schriften
- Leaving Therapy to Chance. An Impasse in the Ethics of Randomized Clinical Trials. The Hastings Center Report, 1983
- Why Abortion is Immoral. In: The Journal of Philosophy. Band 86, Nr. 4 (April 1989), S. 183–202 (e-Text, abweichende Seitenzählung; PDF; 212 kB).
- An Ethical Problem Concerning Recent Therapeutic Research on Breast Cancer. Hypatia: A Journal of Feminist Philosophy, 1989